# Bivacco Giusto Gervasutti al Fréboudze
Il bivacco Giusto Gervasutti è situato nel comune di Courmayeur, in val Ferret, nel massiccio del Monte Bianco, a 2835 m s.l.m.

## Storia
Realizzato nel 1948 in legno e lamiera noto anche come capanna Gervasutti, ha sostituito il vecchio bivacco di Fréboudze che era situato poco sotto a quota 2360 m. È stato ristrutturato nel 1966. Il 10 ottobre 2011 è stato sostituito con un nuovo bivacco di concezione moderna ed avveniristica.

## Caratteristiche e informazioni
È situato su un piccolo isolotto roccioso emergente dal ghiacciaio di Fréboudze ed è intitolato all'alpinista friulano Giusto Gervasutti.
Il nuovo bivacco, è realizzato con una scocca modulare in sandwich composito e organizzata internamente in quattro ambienti (ingresso, locale per il pranzo, 2 camerate con 12 posti letto) per un totale di trenta metri quadri di 1980 chili di peso. È stato concepito per essere costruito interamente a valle, elitrasportato e installato con minime operazioni in loco. Tale impostazione costruttiva derivata dalle esperienze nautiche ed aeronautiche, consentirà al nuovo bivacco di resistere maggiormente nel tempo alle condizioni dell'alta quota.
L'energia elettrica è prodotta da unità fotovoltaiche con accumulatori di ultima generazione. Sarà attivo un sistema dedicato di autodiagnosi e di rilevamento di dati ambientali interni ed esterni, ed un punto di chiamata di soccorso.
Il nuovo bivacco Gervasutti ideato dagli architetti Luca Gentilcore e Stefano Testa si colloca nell'ambito del progetto Leap (Living Ecological Alpine Pod) il cui scopo è quello di realizzare bivacchi modulari ed ecosostenibili.

## Accessi
La salita al bivacco Gervasutti è forse la più interessante nel suo genere del versante italiano del Monte Bianco. Il percorso richiede attenzione nelle roccette della parte iniziale, ai piedi del canalone del mont Greuvetta e sul ghiacciaio, che diventa ogni anno più tormentato. L'itinerario ha carattere alpinistico (F/PD a seconda delle condizioni) nel tratto finale.
Da Lavachey (1642 m) si prosegue in direzione di Arp Nouva (o Arnouvaz), si piega a sinistra e si traversa il ponte sulla Dora di Ferret. Subito dopo si piega a destra e si segue il sentiero indicato da rari bolli gialli che traversa un bosco di larici e prosegue sui pendii morenici dominati dal ghiacciaio del Frébouze. Il sentiero sale sulla destra del pendio, raggiunge le rocce e travesa un ruscello. Ci si alza per roccette, si supera un canalino di placche (II grado) e si prosegue su terreno ripido fino allo spiazzo dov'era il bivacco di Fréboudze (2360 m, 1.45 ore). Qui inizia una traversata per pietrai e nevai verso il ghiacciaio del Frébouze, che si raggiunge dopo essere passati sotto un ripido e pericoloso canalone battuto da frequenti scariche. Raggiunto il ghiacciaio (2550 m circa, 0.45 ore) lo si risale puntando a sinistra e tornando più in alto a destra (crepacci) in direzione delle rocce dove sorge il bivacco (2870 m, 1 ora). Se la crepaccia terminale è molto aperta, occorre salire sulla destra e raggiungere le rocce dell'alto.

## Ascensioni
- Parete est delle Grandes Jorasses (4208 m)
- Parete sud delle Petites Jorasses (3658 m)
- Aiguille de Leschaux (3759 m) (gruppo di Leschaux)